# Napoli Femminile 2019-2020
Questa voce raccoglie le informazioni riguardanti la Società Sportiva Dilettantistica Napoli Femminile nelle competizioni ufficiali della stagione 2019-2020.

## Stagione
Per la stagione 2019-2020 la dirigenza del Napoli decide di allestire un organico maggiormente competitivo per disputare nel migliore dei modi il ritorno della società partenopea in Serie B, torneo organizzato su un girone unico, e la Coppa Italia. Per la guida della squadra viene rinnovata la fiducia al tecnico Giuseppe "Geppino" Marino, mentre l'organico rimane in gran parte invariato, con le due nazionali estoni Lisette Tammik e Vlada Kubassova, tra le protagoniste della promozione, che decidono di rinnovare il contratto. Durante la sessione estiva di calciomercato si rafforza l'organico in tutti i settori: si aggregano alla squadra quattro giocatrici di rilievo, il portiere Federica Russo, di decennale esperienza tra cui diverse stagioni in Serie A al Torino a inizio carriera e in arrivo dalla Juventus dove trova poco spazio, il difensore esterno Elisabetta Oliviero, che lascia il Sassuolo dopo due stagioni, mentre a centrocampo arriva Marta Longoni dal Milan Ladies e nel settore offensivo Martina Gelmetti in arrivo dal Fortitudo Mozzecane con un personale palmarès di un campionato italiano in carriera, con l'AGSM Verona e il double "svizzero" con il Neunkirch
La squadra si rivela da subito competitiva, condividendo la testa della classifica per poi raggiungere il primo posto in solitaria alla quinta giornata di campionato, riuscendo in seguito a mantenere la vetta della classifica, eccetto che per due giornate nelle quali il San Marino ne aveva rilevato il primo posto, per il resto del torneo. Al fine di puntare alla promozione la società si muove anche durante il calciomercato invernale, acquisendo altre giocatrici estere che hanno un passato nelle formazioni giovanili della nazionale del loro paese, l'islandese Selma Líf Hlífarsdóttir, portiere dall'Haukar e le centrocampiste Patrycja Jerzak, inglese ma naturalizzata polacca, e la tedesca Vivien Beil.
Il campionato è stato interrotto dopo la sedicesima giornata a causa della pandemia di COVID-19 che aveva colpito l'Italia dal mese di febbraio. Il torneo è stato definitivamente interrotto nella seconda metà di maggio 2020. La classifica finale è stata redatta usando un coefficiente correttivo, assegnando così la promozione in Serie A al Napoli Femminile, che era in testa alla classifica al momento dell'interruzione del torneo, e al San Marino.

## Divise e sponsor
La tenuta da gioco ripropone in diversi abbinamenti i colori sociali, l'azzurro e il bianco, in varie tonalità. Gli sponsor principali sono Carpisa, azienda attiva nel settore borse, valigerie e accessori moda, e Yamamay, settore abbigliamento intimo e sportivo.

## Organigramma societario
Area tecnica
- Allenatore: Giuseppe Marino
- Allenatore in seconda:

## Rosa
Rosa, ruoli e numeri di maglia aggiornati al 5 marzo 2020.
| N. |                        | Ruolo | Calciatrice                  |
| -- | ---------------------- | ----- | ---------------------------- |
|    | Italia (bandiera)      | P     | Giulia Franco                |
|    | Islanda (bandiera)     | P     | Selma Líf Hlífarsdóttir      |
|    | Italia (bandiera)      | P     | Alessia Parnoffi             |
|    | Italia (bandiera)      | P     | Federica Russo               |
|    | Stati Uniti (bandiera) | D     | Cameron Mariah Brooke        |
|    | Svizzera (bandiera)    | D     | Federica Cavicchia           |
|    | Italia (bandiera)      | D     | Paola Di Marino              |
|    | Brasile (bandiera)     | D     | Ana Carolina Dias De Almeida |
|    | Italia (bandiera)      | D     | Chiara Groff                 |
|    | Italia (bandiera)      | D     | Elisabetta Oliviero          |
|    | Italia (bandiera)      | D     | Camilla Pavana               |
|    | Italia (bandiera)      | D     | Emanuela Schioppo            |
|    | Italia (bandiera)      | C     | Giulia Asta                  |
|    | Germania (bandiera)    | C     | Vivien Beil                  |
|    | Italia (bandiera)      | C     | Rita Pia Borrelli            |
|    | Italia (bandiera)      | C     | Alessia Cutillo              |
|    | Italia (bandiera)      | C     | Benedetta De Biase           |
|    | Polonia (bandiera)     | C     | Patrycja Jerzak              |
|    | Estonia (bandiera)     | C     | Vlada Kubassova              |

| N. |                    | Ruolo | Calciatrice             |
| -- | ------------------ | ----- | ----------------------- |
|    | Italia (bandiera)  | C     | Marta Longoni           |
|    | Italia (bandiera)  | C     | Daria Marotta           |
|    | Italia (bandiera)  | C     | Giulia Risina           |
|    | Italia (bandiera)  | A     | Antonia Amodio          |
|    | Italia (bandiera)  | A     | Federica Cafferata      |
|    | Italia (bandiera)  | A     | Giovanna Casalino       |
|    | Grecia (bandiera)  | A     | Despoina Chatzīnikolaou |
|    | Italia (bandiera)  | A     | Anita Coda              |
|    | Marocco (bandiera) | A     | Zoubida El Bastali      |
|    | Italia (bandiera)  | A     | Martina Gelmetti        |
|    | Grecia (bandiera)  | A     | Tatiana Geōrgiou        |
|    | Italia (bandiera)  | A     | Alessia Lupoli          |
|    | Italia (bandiera)  | A     | Azzurra Massa           |
|    | Italia (bandiera)  | A     | Giuseppina Moraca       |
|    | Italia (bandiera)  | C     | Alessandra Nencioni     |
|    | Italia (bandiera)  | A     | Sara Sibilio            |
|    | Estonia (bandiera) | A     | Lisette Tammik          |
|    | Italia (bandiera)  | A     | Martina Tozzi Idioti    |

## Calciomercato

### Sessione estiva
| Acquisti | Acquisti            | Acquisti            | Acquisti   |
| R.       | Nome                | da                  | Modalità   |
| -------- | ------------------- | ------------------- | ---------- |
| P        | Federica Russo      | Juventus            | svincolata |
| D        | Elisabetta Oliviero | Sassuolo            | svincolata |
| C        | Marta Longoni       | Milan               | svincolata |
| C        | Alessandra Nencioni | Florentia           | svincolata |
| A        | Anita Coda          | Milan               | svincolata |
| A        | Martina Gelmetti    | Fortitudo Mozzecane | svincolata |

| Cessioni | Cessioni | Cessioni | Cessioni |
| R.       | Nome     | a        | Modalità |
| -------- | -------- | -------- | -------- |
|          |          |          |          |

### Sessione invernale
| Acquisti | Acquisti                | Acquisti                   | Acquisti   |
| R.       | Nome                    | da                         | Modalità   |
| -------- | ----------------------- | -------------------------- | ---------- |
| P        | Selma Líf Hlífarsdóttir | Haukar                     | svincolata |
| D        | Camilla Pavana          | Fortitudo Mozzecane        | svincolata |
| C        | Vivien Beil             | Maine Black Bears          | svincolata |
| C        | Patrycja Jerzak         | Università del Connecticut | svincolata |

| Cessioni | Cessioni          | Cessioni | Cessioni   |
| R.       | Nome              | a        | Modalità   |
| -------- | ----------------- | -------- | ---------- |
| C        | Rita Pia Borrelli |          | svincolata |

## Risultati

### Serie B

#### Girone di andata
| Arbitro: | Gianluca Renzi (Pesaro) |

|                     |           |                         |
| Petralia 34’ (rig.) | Marcatori | 33’ Tammik 54’ Gelmetti |

| Arbitro: | Alessio Angiolari (Ostia Lido) |

|                    |           |              |
| Chatzīnikolaou 42’ | Marcatori | 90’ Barbieri |

| Arbitro: | Alessio De Vincentis (Taranto) |

|                       |           |  |
| Coda 53’ Oliviero 56’ | Marcatori |  |

| Arbitro: | Luca De Angeli (Milano) |

|  |           |                    |
|  | Marcatori | 42’ Chatzīnikolaou |

| Arbitro: | Martina Molinaro (Lamezia Terme) |

|                                               |           |  |
| Oliviero 43’ Kubassova 67’ Chatzīnikolaou 83’ | Marcatori |  |

| Riozzo 24 novembre 2019, ore 14:30 CET 6ª giornata                             | Riozzese  | 2 – 2 referto               | Napoli | Centro sportivo comunale |
| \| \| \| \| \| Rognoni 12’, 23’ \| Marcatori \| 56’ Cavicchia 70’ Kubassova \| |           |                             |        |                          |
|                                                                                |           |                             |        |                          |
| Rognoni 12’, 23’                                                               | Marcatori | 56’ Cavicchia 70’ Kubassova |        |                          |

| Arbitro: | Finzi (Foligno) |

|                                                   |           |                |
| Chatzīnikolaou 7’ Gelmetti 35’, 57’, 64’ Coda 50’ | Marcatori | 50’ Mascanzoni |

| Arbitro: | Michele Molinaroli (Piacenza) |

|           |           |                                                                    |
| Zella 56’ | Marcatori | 32’, 37’ Gelmetti 50’ Tammik 52’, 62’ Chatzīnikolaou 78’ Cafferata |

| Arbitro: | Mastrodomenico (Policoro) |

|                                       |           |                                     |
| Gelmetti 18’ Tammik 28’ Kubassova 49’ | Marcatori | 25’ Ulkekul 60’ Polverino 65’ Conte |

| Arbitro: | Dario Duzel (Castelfranco Veneto) |

|             |           |  |
| Cimatti 88’ | Marcatori |  |

| Arbitro: | Ancora (Roma I) |

|                             |           |  |
| Beil 39’ Chatzīnikolaou 75’ | Marcatori |  |

#### Girone di ritorno
| Arbitro: | Martina Molinaro (Lamezia Terme) |

|                       |           |                       |
| Coda 39’ Gelmetti 75’ | Marcatori | 14’ (rig.) Porcarelli |

| Arbitro: | Kevin Bonacina (Bergamo) |

|              |           |                                 |
| Barbieri 32’ | Marcatori | 5’, 58’ Chatzīnikolaou 18’ Beil |

| Arbitro: | Luca De Angeli (Milano) |

|              |           |                                        |
| Pezzotti 13’ | Marcatori | Gelmetti 29’ Chatzīnikolaou 38’ (rig.) |

| Napoli 23 febbraio 2020, ore 14:30 CET 15ª giornata | Napoli | – Annullata | Cittadella | Centro sportivo CUS Napoli |

| Perugia 1º marzo 2020, ore 14:30 CET 16ª giornata | Perugia   | 0 – 1 referto | Napoli |  |
| \| \| \| \| \| \| Marcatori \| 15’ Brooke \|      |           |               |        |  |
|                                                   |           |               |        |  |
|                                                   | Marcatori | 15’ Brooke    |        |  |

| Napoli 22 marzo 2020, ore 14:30 CET 17ª giornata | Napoli | – Annullata | Riozzese | Centro sportivo CUS Napoli |

| Villafranca di Verona 29 marzo 2020, ore 14:30 CET 18ª giornata | Fortitudo Mozzecane | – Annullata | Napoli | Stadio comunale |

| Napoli 19 aprile 2020, ore 15:00 CEST 19ª giornata | Napoli | – Annullata | Novese | Centro sportivo CUS Napoli |

| Roma 26 aprile 2020, ore 15:00 CEST 20ª giornata | Roma CF | – Annullata | Napoli | Centro sportivo Certosa |

| Napoli 10 maggio 2020, ore 15:00 CEST 21ª giornata | Napoli | – Annullata | Ravenna | Centro sportivo CUS Napoli |

| Vittorio Veneto 17 maggio 2020, ore 15:00 CEST 22ª giornata | Vittorio Veneto | – Annullata | Napoli | Stadio Paolo Barison |

### Coppa Italia
| Arbitro: | Palumbo (Bari) |

|                                                   |           |             |
| Chatzīnikolaou 15’, 44’ Oliviero 42’ Gelmetti 80’ | Marcatori | 59’ Palombi |

| Arbitro: | Di Loreto (Terni) |

|                                |           |  |
| Landa 1’ Conte 12’ Carboni 37’ | Marcatori |  |

## Statistiche

### Statistiche di squadra
| Competizione | Punti | In casa | In casa | In casa | In casa | In casa | In casa | In trasferta | In trasferta | In trasferta | In trasferta | In trasferta | In trasferta | Totale | Totale | Totale | Totale | Totale | Totale | DR  |
| Competizione | Punti | G       | V       | N       | P       | Gf      | Gs      | G            | V            | N            | P            | Gf           | Gs           | G      | V      | N      | P      | Gf     | Gs     | DR  |
| ------------ | ----- | ------- | ------- | ------- | ------- | ------- | ------- | ------------ | ------------ | ------------ | ------------ | ------------ | ------------ | ------ | ------ | ------ | ------ | ------ | ------ | --- |
| Serie B      | 36    | 7       | 5       | 2       | 0       | 18      | 6       | 8            | 6            | 1            | 1            | 17           | 7            | 15     | 11     | 3      | 1      | 35     | 13     | +22 |
| Coppa Italia | -     | 1       | 1       | 0       | 0       | 4       | 1       | 1            | 0            | 0            | 1            | 0            | 3            | 2      | 1      | 0      | 1      | 4      | 4      | 0   |
| Totale       | -     | 8       | 6       | 2       | 0       | 22      | 7       | 9            | 6            | 1            | 2            | 17           | 10           | 17     | 12     | 3      | 2      | 39     | 17     | +22 |

### Andamento in campionato
| Giornata  | 1 | 2 | 3 | 4 | 5 | 6 | 7 | 8 | 9 | 10 | 11 | 12 | 13 | 14 | 15 | 16 | 17 | 18 | 19 | 20 | 21 | 22 |
| --------- | - | - | - | - | - | - | - | - | - | -- | -- | -- | -- | -- | -- | -- | -- | -- | -- | -- | -- | -- |
| Luogo     | T | C | C | T | C | T | C | T | C | T  | C  | C  | T  | T  | C  | T  | C  | T  | C  | T  | C  | T  |
| Risultato | V | N | V | V | V | N | V | V | N | P  | V  | V  | V  | V  | -  | V  | -  | -  | -  | -  | -  | -  |
| Posizione | 1 | 4 | 3 | 3 | 1 | 1 | 1 | 1 | 1 | 2  | 2  | 1  | 1  | 1  | -  | -  | -  | -  | -  | -  | -  | -  |

Legenda:

Luogo: C = Casa; T = Trasferta. Risultato: V = Vittoria; N = Pareggio; P = Sconfitta.

### Statistiche delle giocatrici
| Giocatore             | Serie A  | Serie A | Serie A     | Serie A    | Coppa Italia | Coppa Italia | Coppa Italia | Coppa Italia | Totale   | Totale | Totale      | Totale     |
| Giocatore             | Presenze | Reti    | Ammonizioni | Espulsioni | Presenze     | Reti         | Ammonizioni  | Espulsioni   | Presenze | Reti   | Ammonizioni | Espulsioni |
| --------------------- | -------- | ------- | ----------- | ---------- | ------------ | ------------ | ------------ | ------------ | -------- | ------ | ----------- | ---------- |
| A. Amodio             | -        | -       | -           | -          | ?            | ?            | ?            | ?            | 0+       | 0+     | 0+          | 0+         |
| G. Asta               | -        | -       | -           | -          | ?            | ?            | ?            | ?            | 0+       | 0+     | 0+          | 0+         |
| V. Beil               | 2        | 0       | 0           | 0          | ?            | ?            | ?            | ?            | 2+       | 0+     | 0+          | 0+         |
| R. P. Borrelli        | -        | -       | -           | -          | ?            | ?            | ?            | ?            | 0+       | 0+     | 0+          | 0+         |
| F. Cafferata          | 9        | 1       | 1           | 0          | ?            | ?            | ?            | ?            | 9+       | 1+     | 1+          | 0+         |
| M. Cameron            | 14       | 1       | 0           | 0          | ?            | ?            | ?            | ?            | 14+      | 1+     | 0+          | 0+         |
| G. Casalino           | -        | -       | -           | -          | ?            | ?            | ?            | ?            | 0+       | 0+     | 0+          | 0+         |
| F. Cavicchia          | 15       | 1       | 3           | 0          | ?            | ?            | ?            | ?            | 15+      | 1+     | 3+          | 0+         |
| D. Chatzīnikolaou     | 15       | 10      | 1           | 0          | ?            | 2            | ?            | ?            | 15+      | 12     | 1+          | 0+         |
| A. Coda               | 11       | 3       | 1           | 0          | ?            | ?            | ?            | ?            | 11+      | 3+     | 1+          | 0+         |
| A. Cutillo            | -        | -       | -           | -          | ?            | ?            | ?            | ?            | 0+       | 0+     | 0+          | 0+         |
| B. De Biase           | 2        | 0       | 0           | 0          | ?            | ?            | ?            | ?            | 2+       | 0+     | 0+          | 0+         |
| P. Di Marino          | 10       | 0       | 4           | 0          | ?            | ?            | ?            | ?            | 10+      | 0+     | 4+          | 0+         |
| A. C. Dias de Almeida | 0        | 0       | 0           | 0          | ?            | ?            | ?            | ?            | 0+       | 0+     | 0+          | 0+         |
| Z. El Bastali         | 0        | 0       | 0           | 0          | ?            | ?            | ?            | ?            | 0+       | 0+     | 0+          | 0+         |
| G. Franco             | -        | -       | -           | -          | ?            | ?            | ?            | ?            | 0+       | 0+     | 0+          | 0+         |
| M. Gelmetti           | 15       | 9       | 0           | 0          | ?            | 1            | ?            | ?            | 15+      | 10     | 0+          | 0+         |
| T. Geōrgiou           | 1        | 0       | 0           | 0          | ?            | ?            | ?            | ?            | 1+       | 0+     | 0+          | 0+         |
| C. Groff              | 14       | 0       | 5           | 0          | ?            | ?            | ?            | ?            | 14+      | 0+     | 5+          | 0+         |
| S. L. Hlífarsdóttir   | -        | -       | -           | -          | ?            | ?            | ?            | ?            | 0+       | 0+     | 0+          | 0+         |
| P. Jerzak             | 1        | 0       | 0           | 0          | ?            | ?            | ?            | ?            | 1+       | 0+     | 0+          | 0+         |
| V. Kubassova          | 14       | 3       | 5           | 0          | ?            | ?            | ?            | ?            | 14+      | 3+     | 5+          | 0+         |
| M. Longoni            | 6        | 0       | 0           | 0          | ?            | ?            | ?            | ?            | 6+       | 0+     | 0+          | 0+         |
| A. Lupoli             | -        | -       | -           | -          | ?            | ?            | ?            | ?            | 0+       | 0+     | 0+          | 0+         |
| D. Marotta            | -        | -       | -           | -          | ?            | ?            | ?            | ?            | 0+       | 0+     | 0+          | 0+         |
| A. Massa              | 1        | 0       | 0           | 0          | ?            | ?            | ?            | ?            | 1+       | 0+     | 0+          | 0+         |
| G. Moraca             | -        | -       | -           | -          | ?            | ?            | ?            | ?            | 0+       | 0+     | 0+          | 0+         |
| A. Nencioni           | 15       | 0       | 0           | 0          | ?            | ?            | ?            | ?            | 15+      | 0+     | 0+          | 0+         |
| E. Oliviero           | 15       | 2       | 2           | 0          | ?            | 1            | ?            | ?            | 15+      | 3      | 2+          | 0+         |
| A. Parnoffi           | -        | -       | -           | -          | ?            | ?            | ?            | ?            | 0+       | 0+     | 0+          | 0+         |
| C. Pavana             | 5        | 0       | 0           | 0          | ?            | ?            | ?            | ?            | 5+       | 0+     | 0+          | 0+         |
| G. Risina             | 7        | 0       | 0           | 0          | ?            | ?            | ?            | ?            | 7+       | 0+     | 0+          | 0+         |
| F. Russo              | 15       | 0       | 0           | 0          | ?            | ?            | ?            | ?            | 15+      | 0+     | 0+          | 0+         |
| E. Schioppo           | 7        | 0       | 0           | 1          | ?            | ?            | ?            | ?            | 7+       | 0+     | 0+          | 1+         |
| S. Sibilio            | 1        | 0       | 0           | 0          | ?            | ?            | ?            | ?            | 1+       | 0+     | 0+          | 0+         |
| L. Tammik             | 14       | 3       | 0           | 0          | ?            | ?            | ?            | ?            | 14+      | 3+     | 0+          | 0+         |
| M. Tozzi Idioti       | -        | -       | -           | -          | ?            | ?            | ?            | ?            | 0+       | 0+     | 0+          | 0+         |